# 朱松 (宋朝)
朱松（1097年—1143年），字喬年，號韋齋，歙州婺源縣人。朱熹父。

## 生平
婺源茶院朱瓌七世孫朱森長子，奉使朱弁從子。紹聖四年（1097年）出生，朱松幼時便有俊才，早年與李侗為好友，政和七年（1117年）娶祝確獨生女五娘為妻，生平專治《周禮》。政和八年（1118年）高中王嘉榜進士，授迪功郎，出為政和縣尉，於是舉家遷居政和。
宣和二年（1120年）五月丁父憂歸，五年（1123年）八月服闋，任尤溪縣尉，建炎四年（1130年）四月調泉州晉江縣任石井鎮首任鎮監。紹興四年（1134年）三月任秘書省正字，八月丁母憂歸，七年（1137年）八月服闋，任校書郎，八年（1138年）三月遷著作佐郎，四月改戶部度支司員外郎兼史館校勘，九年（1139年）八月改吏部司勛司員外郎兼史館校勘，自請賦閒，改提舉台州崇道觀，十年（1140年）三月謫知饒州，未赴任。紹興十三年（1143年）三月卒於建州建安縣城南紫芝坊之環溪精舍，葬崇安縣上梅里寂歷山中峰寺之北。元朝至正二十一年（1361年）追諡獻靖。